# James S. Rains
Pour les articles homonymes, voir Rains.
James Spencer Rains (2 octobre 1817 - 19 mai 1880) est un brigadier général de la garde de l'État du Missouri pendant la guerre de Sécession.

## Biographie

### Avant la guerre
James Spencer Rains naît dans le Tennessee, fils d'Asahel et Malvina (Duncan) Rains du comté de Warren. En 1840, Rains déménage à proximité de Sarcoxie, au Missouri. Il sert comme général de la milice avant la guerre et comme juge du comté de Newton de 1840 à 1842. Il est élu à la Chambre des représentants de l'État par le comté de Newton, en 1844, et au Sénat de l'État de 1854 à 1861. Entre 1845 et 1852, Rains sert comme un agent des affaires indiennes à divers endroits, et se rend en Californie comme un forty-niner où il sert en tant que général de la milice de l'État de Californie. En 1860, Rains est candidat malheureux pour le Congrès des États-Unis pour le district du sud-ouest du Missouri.
La comté de Rains au Texas est nommé en l'honneur de son frère Emory Rains, l'un des premiers législateurs du Texas.

### Guerre de Sécession
Le 18 mai 1861, le gouverneur du Missouri Claiborne Jackson nomme Rains brigadier général de la huitième division de la garde de l'État. Alors qu'il est un excellent recruteur, le nouveau brigadier était totalement inapte pour le commandement militaire. Son échec à instiller de l'organisation et de la discipline conduit à des surnoms qui le tournent en dérision tels que la « cavalerie de mûres de Rains » et les déroutes sont appelées les « frayeurs de Rains ».
Rains mène son commandement de manière inepte lors de la bataille de Carthage. Il y a une controverse historique quant à savoir s'il peut avoir été à la tête de l'ensemble de la garde de l'État du Missouri sur le terrain, ou s'il n'a, ce qu'il semble, fourni aucun ordre en dehors de sa seule huitième division. Ici, la cavalerie échoue à couper la retraite d'une petite force de l'Union sur la prairie.
Sa position ne s'améliore pas lorsque sa cavalerie panique et est mise en déroute lors d'une escarmouche au sud de Springfield à Dug Springs. À Wilson's Creek, sa force est surprise et repoussée par l'attaque initiale de l'infanterie de Lyon. Il sert lors des grandes batailles de la garde de l'État du Missouri en 1861 et 1862. Il est blessé lors de la bataille de Pea Ridge et se querelle avec le commandant en chef des forces confédérées, Earl Van Dorn, lors de la retraite.
Rains n'accompagne pas les forces du Missouri au-delà du fleuve dans le Mississippi, en avril 1862. Il reste derrière avec d'autres forces de la garde de l'État du Missouri qui ne veulent pas quitter le trans-Mississippi. Le major général Thomas Hindman place Rains au commandement des forces mixtes de la garde et confédérées dans le nord-ouest de l'Arkansas. Hindman relève Rains de son commandement en octobre 1862, pour « incompétence et intempérance ».
Rains part au Texas pour recouvrer sa santé. En 1864, il retourne au Missouri sur la demande du gouverneur confédéré Thomas C. Reynolds pour recruter au cours du raid dans le Missouri de Price. Avec la fin du raid, Rains se retire.

### Après la guerre
Après la guerre, Rains s'installe dans le comté de Wood, au Texas, et plus tard dans le comté de Kaufman, où il devient agriculteur, promoteur ferroviaire, avocat, et organisateur/candidat politique. Il échoue dans sa course pour devenir lieutenant-gouverneur en 1878. Il meurt le 19 mai 1880 à son domicile et est enterré dans le cimetière de Lee à Seagoville, dans le comté de Dallas.